# Erwin Sellering
Erwin Sellering (Sprockhövel, 18 de octubre de 1949) es un político alemán del SPD, ministro-presidente del estado federado alemán de Mecklemburgo-Pomerania Occidental desde 2008 hasta 2017.

## Biografía
Sellering estudió derecho y ha vivido en Mecklemburgo-Pomerania Occidental desde 1994, donde trabajó en las cortes de Schwerin y Greifswald. Al ser un miembro del Partido Socialdemócrata de Alemania, desempeñó cargos en el gobierno de Mecklemburgo-Pomerania Occidental. A partir de 1998 se desempeñó como secretario de Estado, más tarde como Ministro de Justicia, y desde 2006 como Ministro de Asuntos Sociales. En 2007, fue elegido presidente del Partido Socialdemócrata de Mecklemburgo-Pomerania Occidental. En 2008, sucedió a Harald Ringstorff como ministro-presidente del estado.
Sellering es conocido por ser restrictivo hacia los neonazis y de promoción hacia las familias. Está casado y tiene dos hijos. Reside en Greifswald.
El 30 de mayo de 2017 renunció a todos sus cargos luego de ser diagnosticado con cáncer linfático. Manuela Schwesig le sucedió a partir del 4 de julio.